# Gordan Zadraveć
Gordan Zadraveć, né le 18 juin 1969 à Zagreb, dans la république socialiste de Croatie, est un joueur croate de basket-ball. Il évolue au poste d'ailier fort.